# Albânia Independente
Albânia Independente refere-se à Albânia desde o momento da sua proclamação de independência do Império Otomano até o seu reconhecimento internacional completo. Um estado parlamentar foi declarado em Vlorë (então Império Otomano, atual República da Albânia) em 28 de novembro de 1912. A sua assembleia foi constituída no mesmo dia, enquanto seu governo e senado foram estabelecidos em 4 de dezembro de 1912.
A delegação da Albânia apresentou um memorando à Conferência de Londres de 1913 solicitando o reconhecimento internacional da Albânia independente. No início da conferência, foi decidido que a região da Albânia estaria sob a suserania otomana, mas com um governo autônomo. Os pedidos da delegação para o reconhecimento com base nos direitos étnicos dos albaneses foram rejeitados e o tratado assinado em 30 de maio de 1913 dividiu a maior parte das terras reivindicadas entre a Sérvia, a Grécia e o Montenegro, deixando para o território independente apenas a região central, que foi colocada sob a proteção das grandes potências. Os embaixadores das seis grandes potências se reuniriam novamente em 29 de julho de 1913 e decidiram constituir um novo Estado, o Principado da Albânia, como uma monarquia constitucional. Finalmente, com o Tratado de Bucareste assinado em agosto de 1913, este novo Estado independente seria estabelecido deixando cerca de 30 a 40%  da população de etnia albanesa fora das suas fronteiras.

## Nome
O nome do Estado utilizado no texto da declaração de independência da Albânia é Shqipëria. Também é referido como "Albânia Independente" (em albanês:  Shqipëria e Mosvarme), "Estado Albanês" (em albanês:  Shteti Shqiptar) ou "Estado Independente da Albânia" (em albanês:  Shteti i pavarur shqiptar).

## Sistema político
A Albânia independente estabelecida em 28 de novembro de 1912 foi o primeiro Estado albanês na história moderna. Foi um Estado parlamentar, não uma monarquia. Algumas fontes o chamam de República da Albânia ou República Albanesa.
A Albânia tornou-se um Estado independente através de quatro decisões constitucionais da Assembleia de Vlorë feitas em 28 de novembro de 1912: 
1. a Albânia, a partir de agora, deverá estar por conta própria, livre e independente
2. sob um governo provisório
3. que um conselho de anciãos (senado) será eleito para auxiliar e supervisionar o governo
4. uma Comissão deverá ser enviada para a Europa para defender os interesses albaneses entre as Grandes Potências

## Território
A autoridade do Estado estava limitada às regiões de Vlore, Berat e Lushnje. O território reivindicado era muito maior do que o território da Albânia contemporânea e do território sobre o qual o Governo Provisório exercia o seu poder. Compreendia os territórios do Vilaiete do Kosovo, Vilaiete de Manastir, Vilaiete de Shkoder e Vilaiete de Janina. O Tratado de Londres, assinado em 30 de maio de 1913, reduziu o território do Estado albanês para suas regiões centrais após a partição de uma parte significativa do território reivindicado pela Albânia entre os aliados balcânicos (uma grande parte da área norte e ocidental foi cedida à Sérvia e a Montenegro, enquanto a região sul de Chameria tornou-se parte da Grécia). Kosovo foi devolvido à posse da Sérvia no Tratado de Londres por insistência da Rússia.
Durante a Primeira Guerra Balcânica, os reinos da Grécia, Sérvia, Bulgária e Montenegro aspiravam incorporar toda a região em seus Estados (rejeitando completamente a independência da Albânia), de modo que a maior parte do território capturado foi ocupado pelos seus exércitos. A Albânia independente no entanto exerceria controle sobre uma porção de terra que incluía Vlore, Berat, Fier e Lushnjë.